# レチクル座イプシロン星
レチクル座ε星（レチクルざイプシロンせい、Epsilon Reticuli, ε Ret）は、2つの恒星からなる連星で、レチクル座に属している。主星はスペクトル分類K2の巨星あるいは準巨星で伴星は白色矮星である。主星は南半球の暗い空において肉眼で観測することができる。2000年に主星の軌道上を公転する太陽系外惑星が確認された。

## 恒星系
主星であるレチクル座ε星Aはスペクトル分類K2の恒星で、質量は太陽より20%大きい。巨星と準巨星のどちらに分類されるかはソースによって異なっている。この星は水素による核融合を停止しつつあるか、すでに停止しており、赤色巨星になるのは時間の問題である。これは恒星の寿命が終わりに近づいている事を示しており、年齢は100億歳程度とみられている。
伴星のレチクル座ε星Bは白色矮星で、主星であるレチクル座ε星Aから240AUの距離を公転している。この天体の表面温度は9000～17000ケルビンほどである。

## 惑星系
2000年12月11日に、天文学者のチームが惑星レチクル座ε星b（またはAbとも）を発見した 。この惑星は最小質量が木星の1.17倍で、半径がほぼ同じであると見られ、平均で1.16AUの離を公転している。離心率が0に近く、418日（1.13年）で恒星を一周している。
ラグランジュ点のL4とL5の位置であれば地球サイズの惑星がトロヤ惑星として存在できる可能性がある 。
| 名称 （恒星に近い順） | 質量          | 軌道長半径 （天文単位） | 公転周期 (日) | 軌道離心率  | 軌道傾斜角 | 半径 |
| --------------------- | ------------- | ----------------------- | ------------- | ----------- | ---------- | ---- |
| b                     | >1.56±0.14 MJ | 1.271±0.073             | 428.1±1.1     | 0.060±0.043 | —          | —    |